# Centaurea macroptilon
Centaurea macroptilon — вид квіткових рослин айстрових (Asteraceae). Ареал: Австрія, Польща, Словаччина, Угорщина, Італія, Словенія, Хорватія, Боснія і Герцеговина, Чорногорія, Сербія, Косово, Румунія, Болгарія.